# Banco Central de Timor Oriental
Banco Central de Timor Oriental (en portugués, Banco Central de Timor-Leste o BCTL) es el banco central de Timor Oriental ubicado en su capital, Dili. 
Se creó formalmente el 13 de septiembre de 2011, en reemplazo de la Autoridad de Bancos y Pagos de Timor Oriental (BPA) y la Oficina Central de Pagos. Es responsable de la política monetaria . 
Las funciones principales:
- Conducción de políticas para mantener la estabilidad de precios interna.
- Fomento de la liquidez y solvencia de un sistema bancario y financiero estable basado en el mercado.
- Proporcionando la política cambiaria.
- Promover un sistema de pago seguro, sólido y eficiente.
- Apoyando las políticas económicas generales del gobierno.